# Adolf Dygasiński
Adolf Dygasiński (ur. 7 marca 1839 w Niegosławicach, zm. 3 czerwca 1902 w Grodzisku Mazowieckim) – polski powieściopisarz, publicysta, pedagog, encyklopedysta, jeden z głównych przedstawicieli naturalizmu w literaturze polskiej.

## Życiorys
Jego ojcem był Jan Dygasiński, dworski oficjalista. Pochodząc z biednej i licznej rodziny, często cierpiał niedostatek i musiał pracować na swoje utrzymanie. Dygasiński wychowywał się we wsi Donatkowice. Początkowo kształcił się w Pińczowie, potem w Szkole Wyższej Realnej w Kielcach.
W roku 1862 rozpoczął studia uniwersyteckie w Szkole Głównej w Warszawie, gdzie studiował językoznawstwo, przyrodę i geografię. W 1863 wziął czynny udział w powstaniu styczniowym. Dwukrotnie był więziony, w Szczekocinach i Olkuszu. Po upadku powstania ponownie podjął studia w Szkole Głównej. Przez krótki czas studiował w Pradze na Uniwersytecie Karola. Niedostatki finansowe nie pozwoliły mu jednak kontynuować studiów. Podjął się pracy guwernera na dworach ziemiańskich, był m.in. wychowawcą polskiego malarza Jacka Malczewskiego i Wacława Karczewskiego.
W latach 1871–1877 przebywał w Krakowie, gdzie zajmował się pracą pedagogiczną, prowadząc pensjonat wychowawczy, prowadził też niewielką księgarnię wydawniczą. Zainicjował Bibliotekę Umiejętności Przyrodniczych, Wydawnictwo Dzieł Tanich, w latach 1875-1876 wydawał Szkice Społeczne i literackie. W tym okresie poznał i poślubił w 1872 roku Natalię Wyszkowską. Mieli kilkoro dzieci, ale tylko jedno (córka Zofia) dożyło wieku dojrzałego. Doprowadzony do bankructwa, opuścił Kraków w lipcu 1877 i wyjechał do Warszawy. W Warszawie był nauczycielem w kilku szkołach, m.in. w szkole Hermana Benniego (do 1885), jednak pod zarzutem prowadzenia zajęć w języku polskim odebrano mu prawo wykonywania zawodu. W tej sytuacji ponownie podjął pracę prywatnego nauczyciela. Pisywał już wówczas do prasy warszawskiej, głównie na tematy pedagogiczne, m.in. w czasopismach „Niwa” i „Nowiny”. Jako pisarz zadebiutował w wieku 44 lat w 1883 opowiadaniem Za krowę w „Przeglądzie Tygodniowym”.
Dygasiński był założycielem i redaktorem „Przeglądu Pedagogicznego”. W latach 1884–1887 trafił do kolegium redakcyjnego tygodnika „Wędrowiec” – czołowego pisma polskiego naturalizmu, a następnie został jego współredaktorem. Współpracował również z czasopismem „Głos” (1886), a do 1888 – z miesięcznikiem geograficzno-etnograficznym „Wisła”.
W latach 1890–1891 Dygasiński wyprawił się w podróż do Brazylii, szlakiem polskiej emigracji „za chlebem” jako wysłannik „Kuriera Warszawskiego”. Powstał tam cykl listów opisujący tragiczne losy polskich emigrantów. Przez następne lata nadal utrzymywał się obejmując posadę guwernera i korepetytora licznych bogatych rodzin ziemiańskich (m.in. u hr. Chodkiewiczów). W 1901 odbył podróż do Francji i Włoch. Pod koniec życia osiadł w Warszawie. 
Zmarł na udar mózgu po kilkumiesięcznej chorobie. Pogrzeb odbył się 6 czerwca 1902 w Warszawie, gdzie został pochowany na cmentarzu Powązkowskim (kwatera 84-5-24/25). Autorem jego pomnika nagrobnego (brązowe popiersie pisarza na wysmukłym cokole, u stóp którego znajduje się brązowa rzeźba leżącego psa Asa) był Czesław Makowski.

## Twórczość

### Charakterystyka

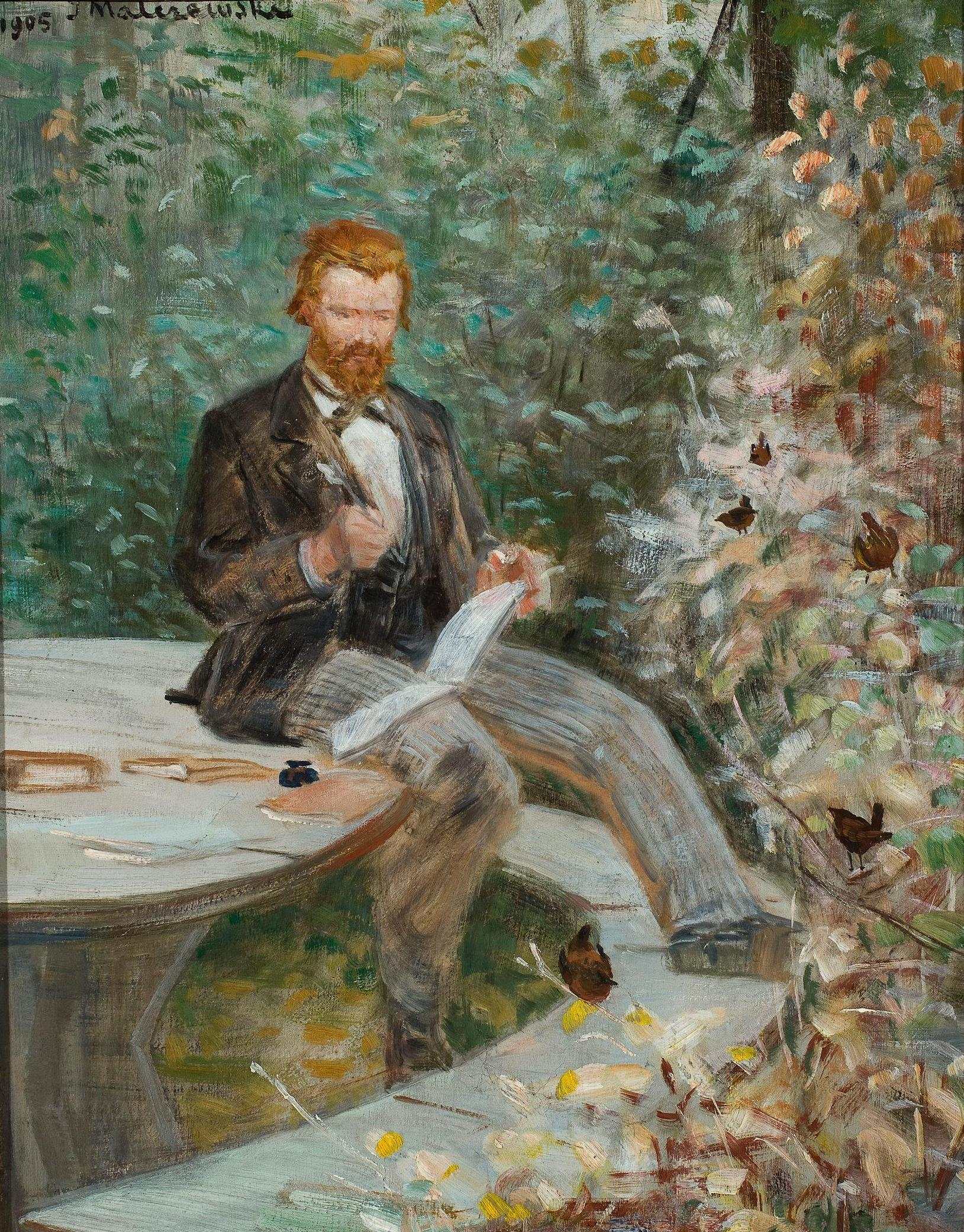
Jacek Malczewski, Portret Adolfa Dygasińskiego, 1905

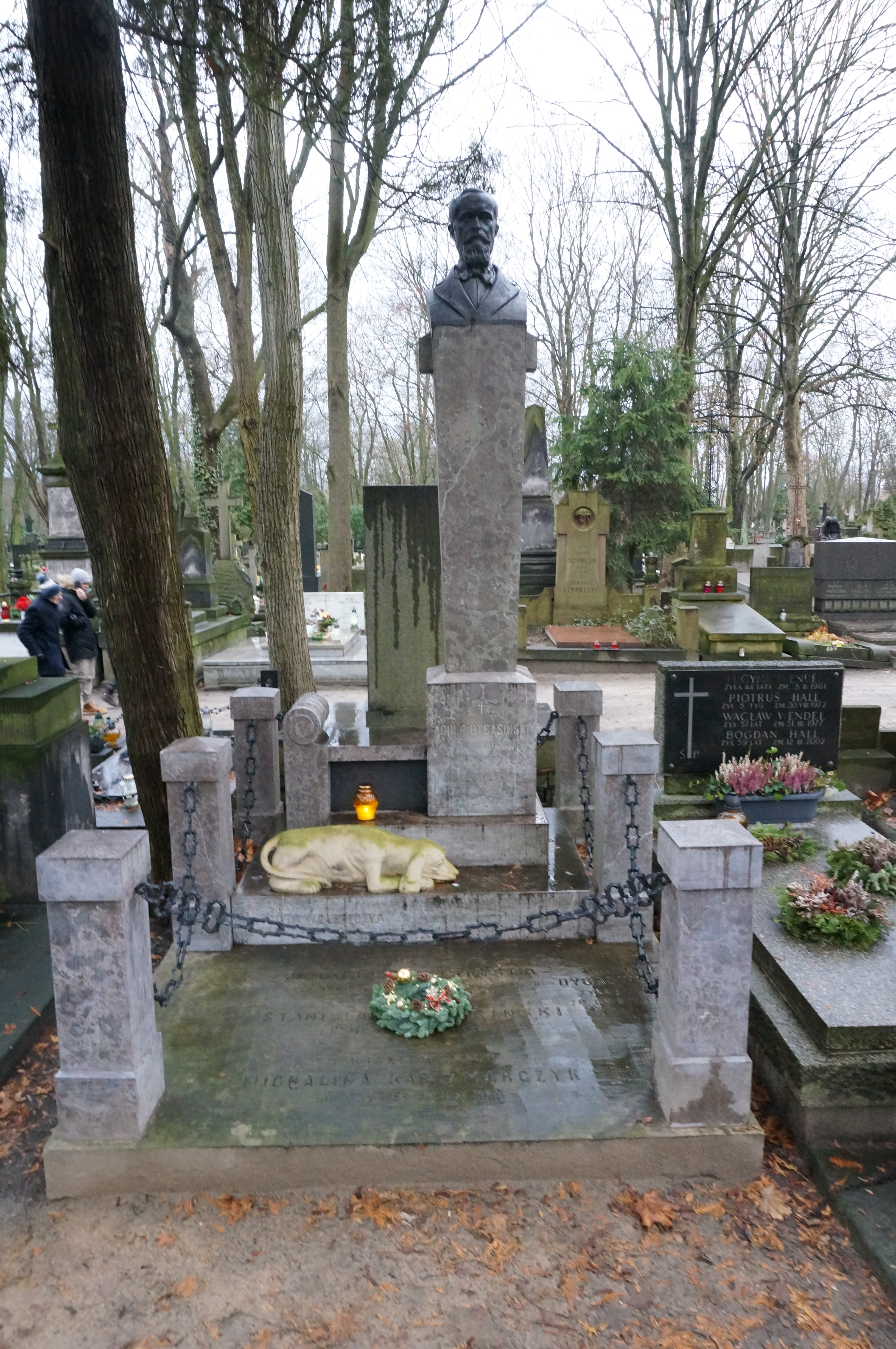
Grób Adolfa Dygasińskiego na cmentarzu Powązkowskim

W trakcie swojej kariery literackiej napisał 21 powieści i ponad 130 nowel; od 1884 roku (pierwszy tom nowel) jego utwory ukazywały się w formie książkowej. Cieszyły się sporym powodzeniem, były tłumaczone na rosyjski i niemiecki.
Twórczość i poglądy Dygasińskiego są złożone i niejednorodne. Zaliczany jest do naturalizmu, jednak w jego twórczości obecne są też inne nurty, jak tradycja gawędowa czy stylizowana proza młodopolska. W podejściu do przyrody z jednej strony prezentował monizm, traktując ją jako jednorodną całość, poddaną deterministycznym naukowym prawidłowościom, z drugiej – irracjonalny panteistyczny kult natury. Naczelnym prawem przyrody była dla Dygasińskiego walka o byt. Czasami unikał wartościowania tego prawa, przyjmując, że przetrwanie lepiej przystosowanych jest motorem postępu, innym razem brał w obronę jednostki słabsze.
W swojej twórczości często poruszał tematykę życia mieszkańców wsi i małych miasteczek, podkreślając wspólnotę losów ludzi i zwierząt. Kwestionował przy tym początkowe założenia pozytywizmu i osiągnięcia pracy organicznej, głosząc, że chłop polski jest w stanie stworzyć oryginalne wartości kulturowe. Przejawiał ambiwalentny stosunek do warstw społecznych. Elementem naturalistycznym było traktowanie szlachty jako grupy anachronicznej, która powinna ustąpić miejsca chłopstwu – warstwie żywotnej i ekspansywnej, chociaż brutalnej. Jednak np. w utworze Pan Jędrzej Piszczalski ukazywał odwagę i fantazję szlachcica, zaś postacie chłopskie w Dramatach lubądzkich przejawiają okrucieństwo i nikczemność.
Oryginalnym wkładem Dygasińskiego w literaturze polskiej były nowele o tematyce zwierzęcej i motywy tego rodzaju wplecione w inne utwory. W opisach dzikich zwierząt pokazywał wzajemne uzależnienie gatunków tworzących całość pozostającą w dynamicznej równowadze. Opisując zwierzęta domowe, indywidualizował je i dokonywał antropomorfizacji, czasami z elementami humoru. Losy zwierząt i ludzi mogły też występować paralelnie.
Naturalistyczny światopogląd przejawiał się również w powieściach Dygasińskiego. Wzorując się na Zoli, stworzył w latach 1884-1886 cykl powieści ukazujących dzieje von Molkena – potomka polskiego arystokraty i włoskiej guwernantki (Na pańskim dworze, Von Molken, Głód i miłość, Na warszawskim bruku). Powieść Właściciele przedstawiała konflikt między ziemiaństwem i chłopstwem, Na złamanie karku – emigrację brazylijską, zaś Gorzałka poświęcona była problemowi wódki.
Do czytelnika młodzieżowego skierowana była dydaktyczna powieść Przygody młodzieńca, czyli Robinsona polskiego. Wartości moralne, jak odwaga, uczynność, wrażliwość na krzywdy, ostatecznie prowadzą bohatera do sukcesu zawodowego, jakim jest założenie stolarni. Podobnie intencje wychowawcze (odwaga, poświęcenie, przyjaźń między ludźmi i zwierzętami) miały Cudowne bajki oparte na wątkach folklorystycznych z elementami fantastyki.
Pod koniec życia stworzył jedno ze swoich ambitniejszych dzieł – Gody życia. Bohater utworu to mały ptak strzyżyk (w tekście zamiennie nazywany mysikrólikiem) potraktowany przez autora alegorycznie. Zależnie od sytuacji uosabia patriotę, poetę, idealistę, pacyfistę. Utwór utrzymany jest stylistyce poetyckiej i archaizującej, ale zawiera też fragmenty bardziej naturalistyczne.
We wczesnej twórczości kompozycja utworów Dygasińskiego była zwięzła, zaś język neutralny. Z czasem pojawiła się luźniejsza kompozycja z elementami gawędy, dosadne dialogi, stylizacja gwarowa, również w narracji autorskiej. Luźna forma i ciąg słabo powiązanych sekwencji odbijały się ujemnie na warstwie fabularnej powieści Dygasińskiego. Największe walory miały jego nowele oraz formy średniej wielkości z późnej twórczości.

### Ważniejsze publikacje
- Wilk, psy i ludzie (1883)
- Ogólne zasady pedagogiki dotyczące wykształcenia umysłu, uczuć, moralności i religijności[6] (1883)
- Na pańskim dworze[7] (1884)
- Głód i miłość (1885)
- Na warszawskim bruku (1886)
- Z ogniw życia[8] (1886)
- Z siół, pól i lasów[9] (1887)
- Nowe tajemnice Warszawy[10][11][12] (tom 1-2, 1887)
- Właściciele (1888)
- Beldonek (1888)
- Z zagonu i bruku (1889)
- Jak się uczyć i jak uczyć innych[13] (1889)
- Pan Jędrzej Piszczalski[14] (1890)
- Przygody młodzieńca, czyli Robinsona polskiego[15] (1891)
- Listy z Brazylii[16] (1891)
- Na złamanie karku[17] (1893)
- Gorzałka[18][19][20][21](1894)
- As[22] (1896)
- Cudowne bajki (1896)
- Dramaty lubądzkie[23] (1897)
- Żywot Beldonka[24] (1898)
- W Kielcach[25] (1899)
- W Swojczy[26] (1899)
- Zając (1900)
- Listy z Brazylii (1900)
- Margiela i Margielka[27] (1901)
- Gody życia[28] (1902)